# Kanato de Yarkand
El Kanato de Yarkand fue un estado gobernado por una rama de los descendientes de Chagatai, uno de los hijos y sucesores de Gengis Kan. La mayoría de la población estaba compuesta por pueblos túrquicos musulmanes de Asia Central, especialmente uigures.

## Descripción y geografía
El kanato fue predominantemente uigur, que vivía en los núcleos de Jotán, Yarkand, Kasgar, Yangihissar, Aksu, Uchturpan, Kucha, Karashar, Turpan y Kumul.
Yarkand fue la capital del Kanato durante toda la historia del kanato (1514-1705), lo que hizo que fuera llamado a veces Estado de Yarkand (Mamlakati Yarkand). Yarkand había sido previamente la sede de un estado dughlat bajo Mirza Abu Bakr Dughlat (1465-1514)  de Kasgaria.

## Historia
En la primera mitad del siglo XIV el Kanato de Chagatai colapsó y se desintegró. Su parte oriental alrededor del valle del río Ilí se convertiría en el Kanato de Mogolistán, bajo el descendiente de Chagatai Tughluk Timur Kan en 1347, con capital en Almalik. El nuevo kanato oriental pasó a ser el principal foco de poder en la región ya que el auge de Tamerlán en 1370 debilitó seriamente al kanato occidental de Chagatai, llevando a su declive y su conquista por los shaybánidas en 1508. Con ello, Mogolistán pasó a ser la principal rama chagatáyida. 
En 1514 el sultán Said Kan, descendiente de Tughluk Timur Khan, derrocó a Mirza Abu Bakr Dughlat acabando con su emirato en Yarkand y su predominio sobre Kasgaria que databa desde la cesión de la región por el propio Chagatai en 1220. Yarkand pasaría a ser el principal foco del oriente chagatáyida.
Yarkand perduró hasta su conquista por el budista Kanato de Zungaria durante la conquista zúngara de Altishahr entre 1678 y 1713.

## Galería

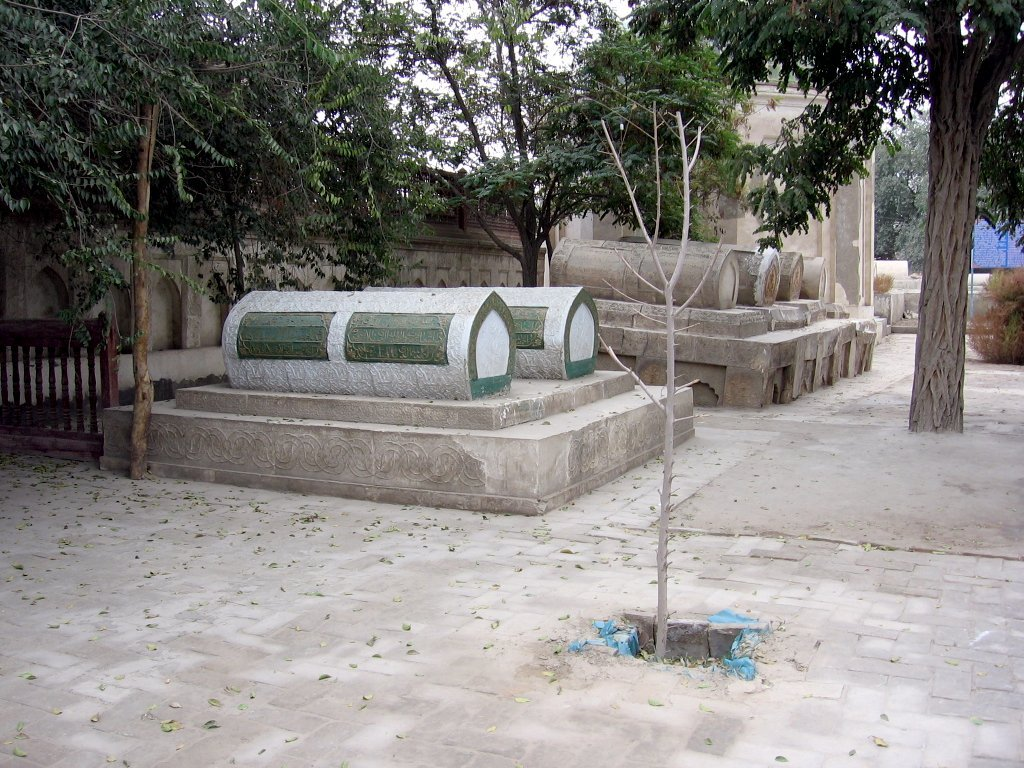
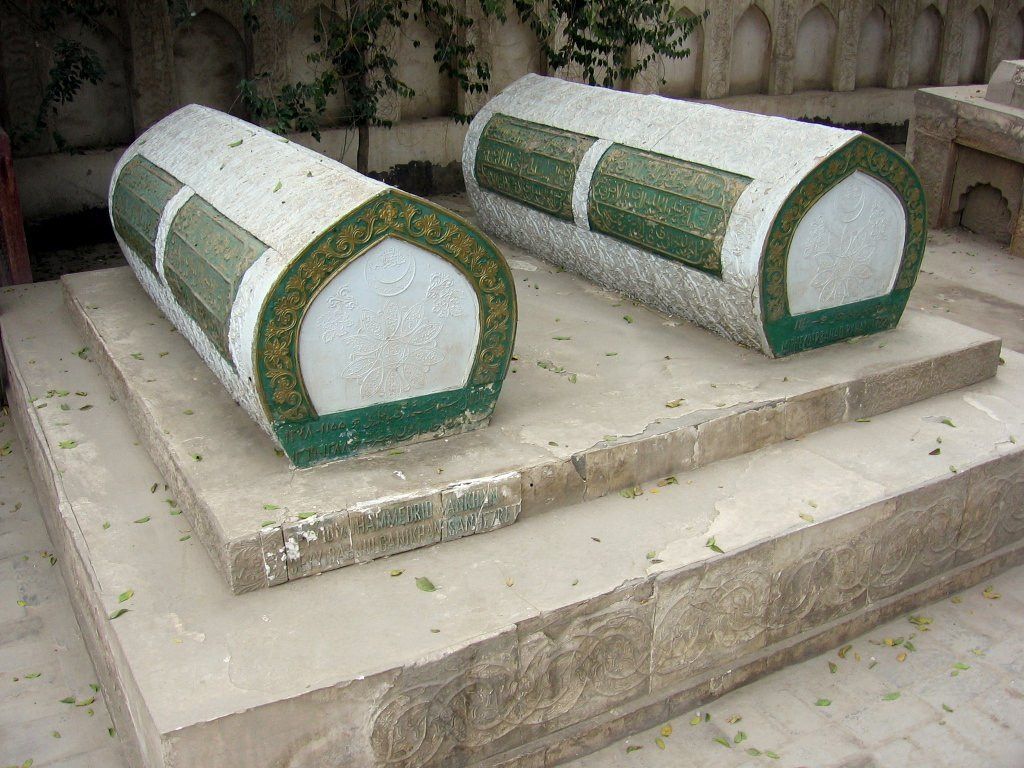
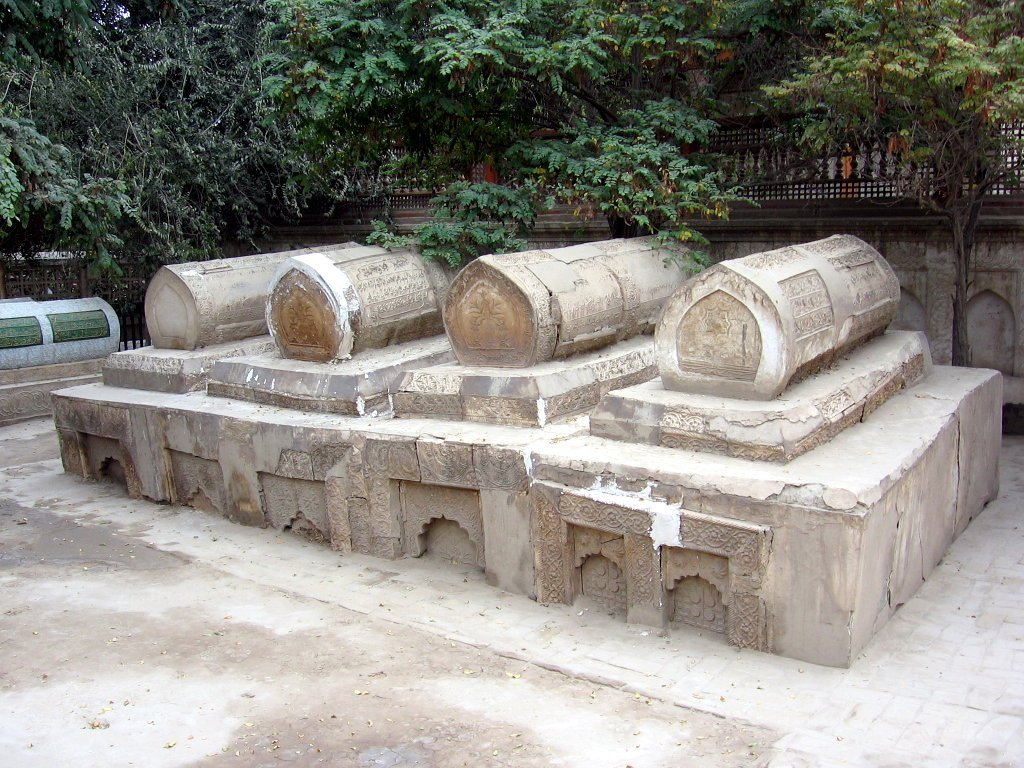
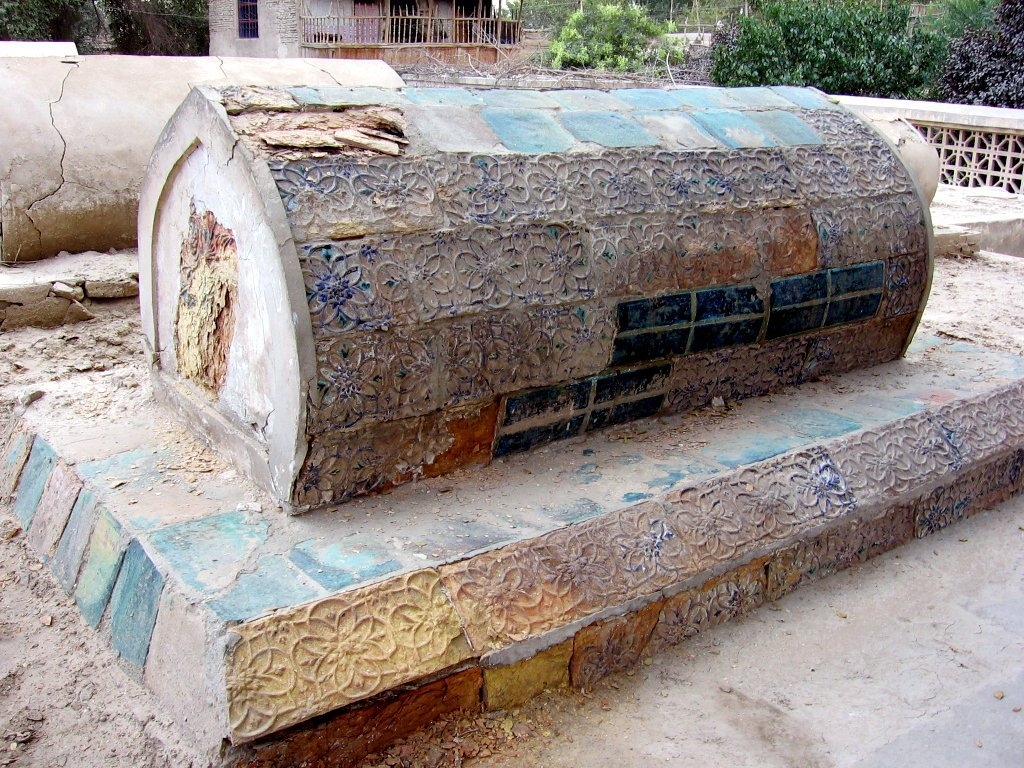
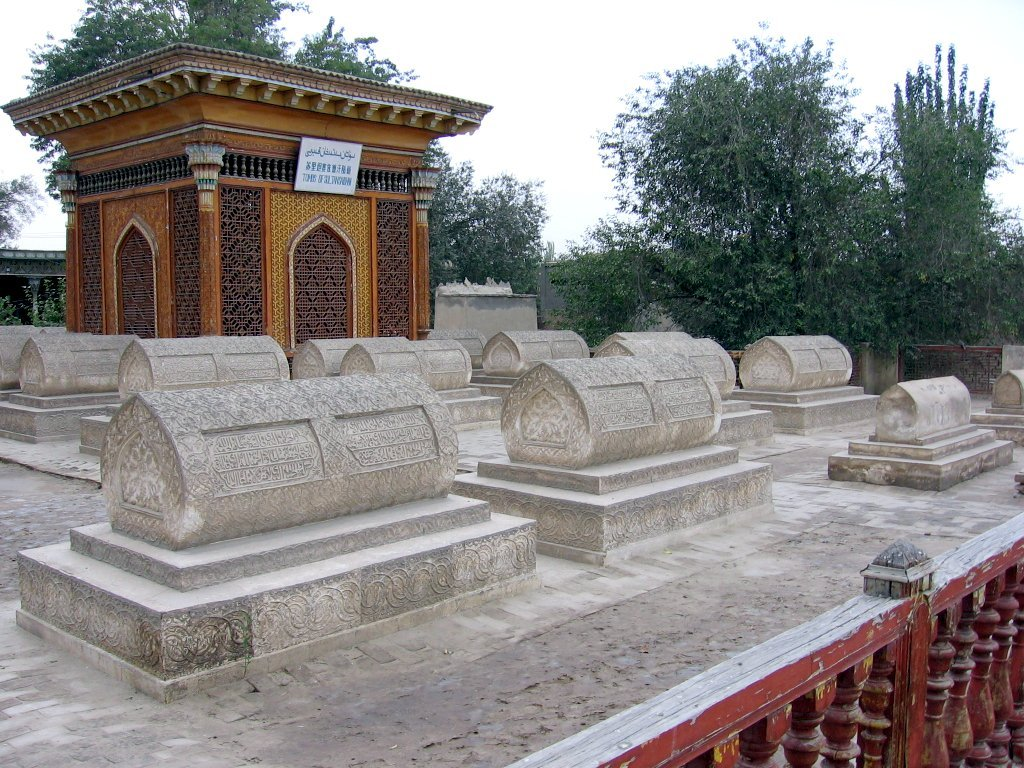
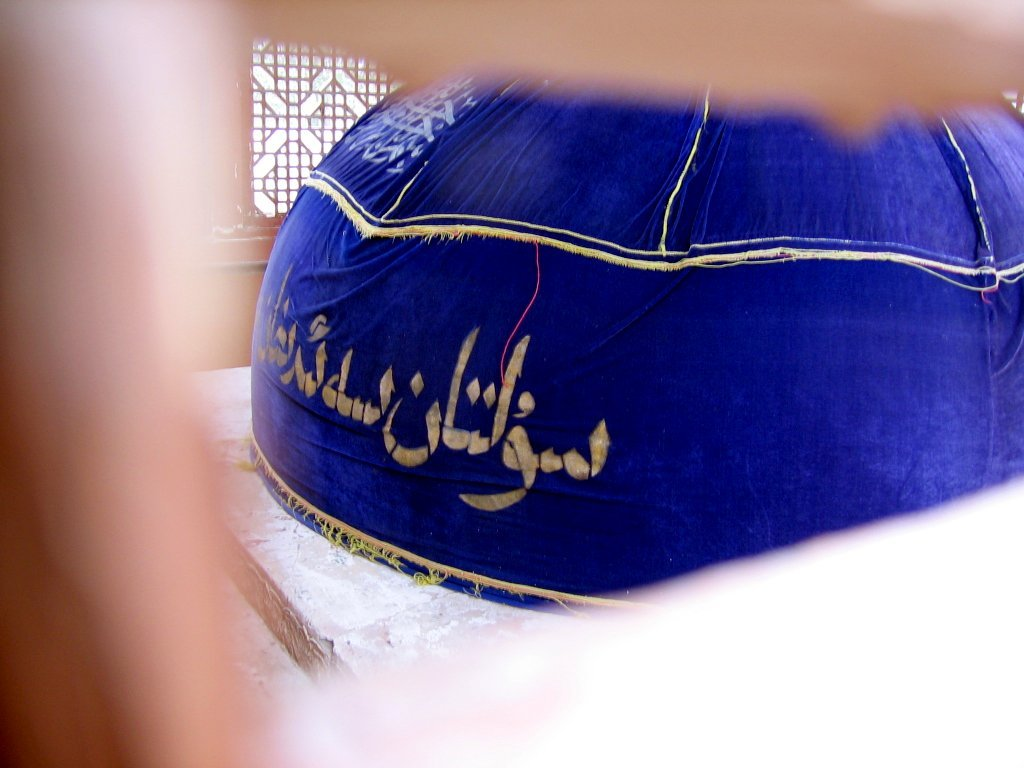
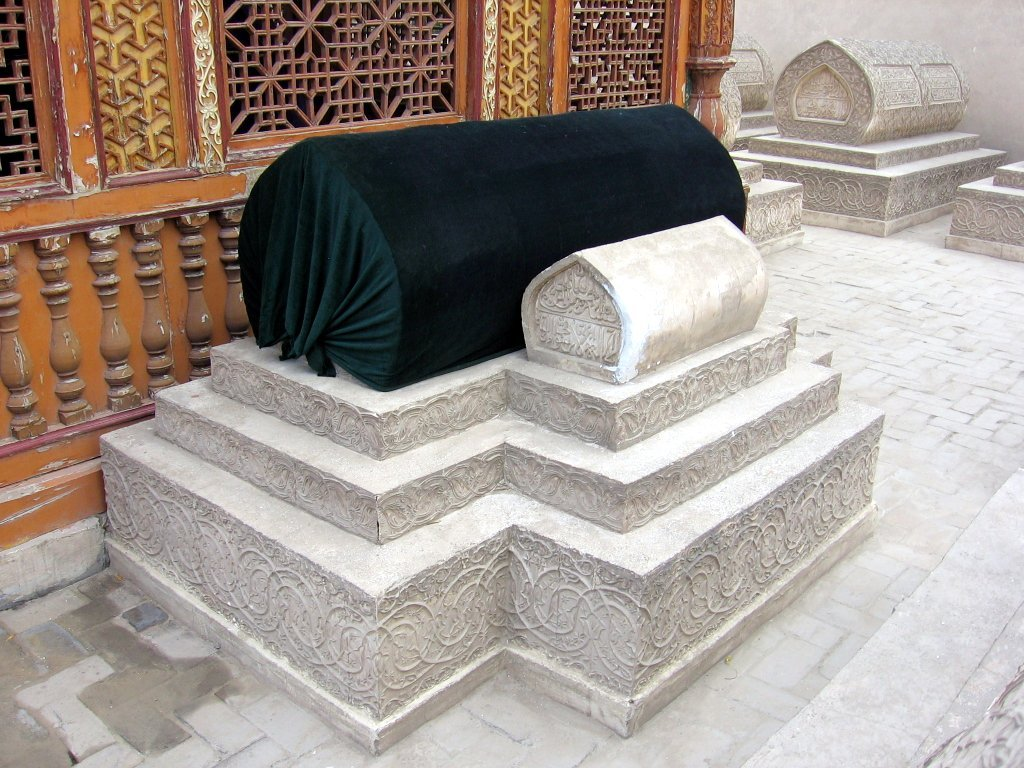
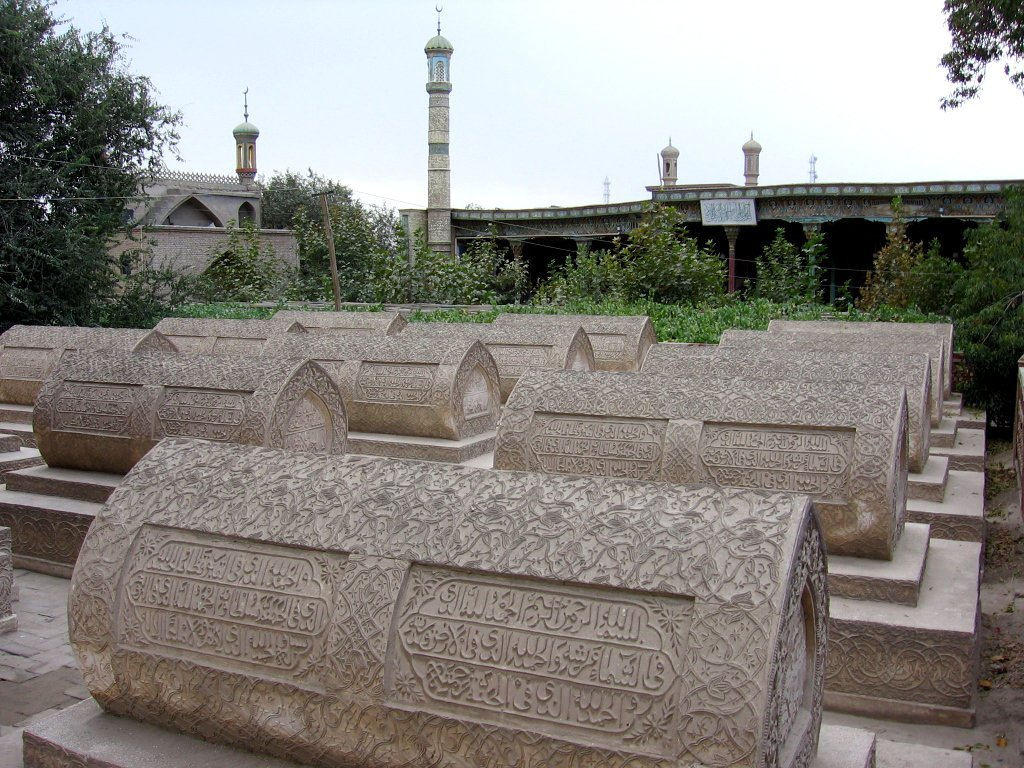